# 楊克彰
楊克彰（1836年—1896年），字信夫，淡水廳擺接堡加蚋仔（今台北市萬華區）人，清朝官員。

## 生平
楊克彰於光緒十四年（1888年）上任台南府儒學訓導，也是唯一一任，上任三年，隸屬於台灣道台灣府，為台灣清治時期的地方官員，官職主要從事台灣府境內之教育行政部分，品等雖不高，但是地位崇高，光緒十六年（1890年）官職旋即裁撤，又曾擔任學海、登瀛兩書院監督，對北臺文教貢獻很大，臺北府知府陳星聚素重他的學行，擬推荐他為孝廉方正，但被其婉拒而未成。光緒二十一年（1895年）因馬關條約，福建台灣省割日，克彰遂舉家內渡，居福建廈門。光緒二十五年（1899）病逝於廈門，享壽六十一歲。著有《周易管窺》八卷。

## 家族
- 楊克彰之子楊仲佐是一名詩人，「十五能文，二十能詩」，著有詩集，也是園藝家。後娶了曾任三芝庄協議員的曾慶餘（曾文惠之父）的姐姐曾淑人。楊仲佐三子楊三郎為畫家。[2]:36